# And When the Sky Was Opened
And When the Sky Was Opened (no Brasil Céu Aberto) é um episódio da primeira temporada da série televisiva estadunidense The Twilight Zone. Veiculado a 11 de dezembro de 1959, foi dirigido por Douglas Heyes, com roteiro de Richard Matheson e Rod Serling, sendo estrelado por Rod Taylor, Jim Hutton e Charles Aidman.

## Sinopse
Três astronautas vão ao espaço pela primeira vez na nave X-20 DynaSoar, e durante o voo de teste desaparecem por algum tempo do radar, reparecendo em seguida. A narração de Rod Serling mostra a nave em um hangar representada por uma forma coberta com lona.
No entanto, nem tudo é como parece quando do seu regresso à Terra. Depois que voltam, Gart (Jim Hutton) é enviado para o hospital com uma perna quebrada. Durante a noite, os outros dois, Forbes (Rod Taylor) e Harrington (Charles Aidman), vão a um bar. Lá, Harrington repentinamente fica com um sentimento estranho, como se ele já não pertencesse ao mundo. Ele imediatamente vai para uma cabine de telefone para ligar para seus pais, mas eles lhe dizem que não têm um filho.
Harrington desaparece misteriosamente, e ninguém mais, além de Forbes, lembra da sua existência. Forbes conta sua história a Gart, que diz que não conhece qualquer pessoa nomeada Harrington. Então Forbes olha no espelho, só para descobrir que não tem reflexo e sai correndo da sala. Gart se levanta para correr atrás dele, e Forbes também desaparece misteriosamente e ninguém se lembra dele. Gart misteriosamente desaparece, e a nave também.
Apesar de não apresentarem efeitos especiais mostrando a nave em voo, os desaparecimentos são enfatizados por adereços. A manchete do primeiro jornal diz que "Três Homens…" em seguida, "Dois Homens…" e, finalmente, "Um Homem…".
Há um menor número de camas no quarto do hospital quando cada homem desaparece. No final, o quarto de hospital é mostrado vazio, como o hangar onde a nave foi originalmente abrigada.

## Elenco
- Rod Taylor....... Tenente –Coronel Clegg Forbes
- Jim Hutton....... Major William Gart  (como James Hutton)
- Charles Aidman....... Coronel Ed Harrington
- Maxine Cooper....... Amy
- Paul Bryar....... Bartender
- Sue Randall....... Enfermeira
- Joe Bassett....... Oficial médico
- Gloria Pall....... Garota no bar

## Detalhes da produção
- Este episódio é levemente inspirado no conto "Disappearing Act", de Richard Matheson,[1] que está sendo adaptado em um filme para 2011 chamado "Countdown". A história foi publicada pela primeira vez em The Magazine of Fantasy and Science Fiction (Março de 1953).
- A produção foi em preto e branco, como os demais episódios de Twilight Zone de 1959.